# The Genesis Flood: The Biblical Record and Its Scientific Implications
The Genesis Flood: The Biblical Record and Its Scientific Implications (pol. Potop z Księgi Rodzaju: Biblijny opis i jego naukowe implikacje) – książka wydana w 1961 roku, napisana przez starszego kościoła Johna C. Whitcomba i inżyniera hydrologii Henry’ego M. Morrisa. Obaj autorzy byli kreacjonistami młodej Ziemi (wierzyli, że Ziemia ma 6 tysięcy lat). Publikacja ta odnowiła w kręgach amerykańskich fundamentalistów modę na dosłowną interpretację Biblii i stała się w tej grupie bestsellerem. Przez 25 lat doczekała się 29 wydań i została sprzedana w 200 000 kopiach. Przetłumaczono ją na niemiecki, koreański, hiszpański i serbski. Wywarła duży wpływ na geologię kreacjonistyczną. Argumenty z tej książki są przytaczane w Muzeum Stworzenia w Petersburgu (Kentucky, USA).